# Оснежицкий сельсовет
Осне́жицкий сельсовет (белор. Аснежыцкі сельсавет) — административная единица в Пинском районе Брестской области Беларуси. Административный центр — агрогородок Оснежицы.

## История
Образован 3 июня 1957 года в составе Пинского района Брестской области путём объединения Посенического и Пинковичского сельсоветов с центром в деревне Оснежица, в состав Городищенского сельсовета переданы деревни Вулька, Высокое, Купятичи, Почапово и территория МТС. 5 марта 1981 года деревня Оснежица переименована в Оснежицы.
24 сентября 1998 года населённые пункты Вишевичи и Пинковичи исключены из состава Оснежицкого сельсовета и включены в состав Пинковичского сельсовета.

## Населённые пункты
В состав сельсовета входят следующие населённые пункты:
- Бояры — деревня
- Галево — деревня
- Добрая Воля — деревня
- Дружный — деревня
- Заполье — деревня
- Любель — деревня
- Оснежицы — агрогородок
- Посеничи — деревня

Исключённые / упразднённые населённые пункты:
- Вишевичи — деревня
- Пинковичи — деревня

## Население
- 6479 жителей (на 2019 год)[1]